# 森居知子
森居 知子（もりい ともこ、1978年6月9日 - ）は、日本の女子プロレスラー。リングネームはモーリー。

## 所属
- 全日本女子プロレス（2001年 - 2002年）
- 伊藤薫プロレス教室（2006年 - 2010年）
- 時津事務所（2011年）
- JWP女子プロレス（2011年 - ）

## 来歴・戦歴
2001年
- 全日本女子プロレスに平成13年組として入団。
- 9月23日、後楽園ホール大会において、対北上知恵美戦でデビュー。
- 12月24日、後楽園ホール大会で行われた「新人王決定トーナメント」において、佐藤綾子と北上知恵美を降して優勝。

2002年
- 2月、全日本女子プロレスを退団。

2006年
- 3月、伊藤薫プロレス教室に入門。
- 5月22日、プロテストに合格。
- 9月23日、東京・新木場1stRING「伊藤薫道場〜心〜第一章」において佐藤綾子と対戦し、敗れる。

2008年
- 11月16日、総合格闘技デビューとなるJEWELS 旗揚げ戦で藤井惠と対戦し、腕ひしぎ十字固めで一本負けを喫した。

2009年
- 9月13日、JEWELS 5th RINGのROUGH STONE GP 2009 -60kg級 1回戦で及川千尋と対戦し、腕ひしぎ十字固めで一本勝ちを収めた。
- 12月11日、JEWELS 6th RINGのROUGH STONE GP 2009 -60kg級 決勝でアレクサンドラ・サンチェスと対戦し、腕ひしぎ十字固めで一本負け、準優勝となった。

2010年
- 10月17日、小林華子とともに伊藤道場を退団。

2011年
- 「女子プロレスオールスターズ」を主催する時津事務所と契約。主にJWP女子プロレスで活動する。
- 1月16日、中森華子（小林華子から改名）とともに「JWPタッグリーグ・ザ・ベスト2011」に参戦。
- 3月6日、中森とともにJWP正式入団が発表される。同時に「ザ☆WANTED!?」にも加わる。[1]
- 9月23日、デビュー10周年・再デビュー5周年を機にリングネームを「モーリー」とする。

2012年
- 7月22日、我闘雲舞初参戦。我闘雲舞の日本での定期興行『Gatoh-meet・6』で、中森と組んでさくらえみ&米山香織組と対戦。
- 9月9日、JWPキネマ大会で中森と組んでさくらえみ&米山香織組（ユニット名・リセット）と対戦。当初、中森とのシングルマッチだったがリセットが大会に出ていないことをTwitterで疑問に感じ、リセットも出場希望していることを受けて、中森と共に対戦を熱望。結果、大会直前にカードが変更となる異例の事態となった。大会では敗れたものの、リセットと共感し、中森と共にJWP反体制派として行動を共にしたことでJWPの大半の選手から反感を買う一方で我闘雲舞の定期参戦が決定する。
- 9月14日、我闘雲舞市ヶ谷大会『Gatoh-meet・12』でさくら、米山、モーリー、中森の4人でユニット「ハートムーブ系リフォーム」を結成。
- 9月23日、我闘雲舞市ヶ谷大会『Gatoh-meet・17』にて、初のメインで松本浩代と対戦して敗退するが、座談会でデビュー6周年をお祝いをされた。
- 10月28日、JWPキネマ大会で中森と組んで、コマンド・ボリショイ&中島安里紗組が持つJWP認定タッグ王座&デイリースポーツ認定女子タッグ王座選手権試合に挑戦するが敗退。

2013年
- 8月18日、倉垣翼&春山香代子より奪取
- 8月20日、右手橈骨と尺骨骨幹部2ヶ所の骨折で暫くの間欠場と発表[2]
- 10月27日 欠場期間が本人の予想以上に長くなりとのことで、JWP認定タッグ王座＆デイリースポーツ認定女子タッグ王座を返上[3]

2014年
- 骨折し2度の手術を行うが、完全完治するまでには改めて骨の移植手術及び長期のリハビリが必要になることが明らかになった。

2017年
- 所属していたJWPが解散。後継団体PURE-Jには参加していない。

## 得意技
- ドロップキック

## 戦績

### 総合格闘技
| 総合格闘技 戦績 | 総合格闘技 戦績 | 総合格闘技 戦績 | 総合格闘技 戦績 | 総合格闘技 戦績 | 総合格闘技 戦績 | 総合格闘技 戦績 |
| --------------- | --------------- | --------------- | --------------- | --------------- | --------------- | --------------- |
| 3 試合          | (T)KO           | 一本            | 判定            | その他          | 引き分け        | 無効試合        |
| 1 勝            | 0               | 1               | 0               | 0               | 0               | 0               |
| 2 敗            | 0               | 2               | 0               | 0               | 0               | 0               |

| 勝敗 | 対戦相手                   | 試合結果                 | 大会名                                                | 開催年月日     |
| ×    | アレクサンドラ・サンチェス | 1R 3:39 腕ひしぎ十字固め | JEWELS 6th RING 【ROUGH STONE GP 2009 -60kg級 決勝】  | 2009年12月11日 |
| ○    | 及川千尋                   | 1R 4:13 腕ひしぎ十字固め | JEWELS 5th RING 【ROUGH STONE GP 2009 -60kg級 1回戦】 | 2009年9月13日  |
| ×    | 藤井惠                     | 1R 1:05 腕ひしぎ十字固め | JEWELS 旗揚げ戦                                       | 2008年11月16日 |

## テレビドラマ出演
- マッスルガール! 第5話（2011年5月17日、毎日放送）